# Thesium capitatum
Thesium capitatum är en sandelträdsväxtart som beskrevs av Carl von Linné. Thesium capitatum ingår i släktet spindelörter, och familjen sandelträdsväxter. Inga underarter finns listade i Catalogue of Life.